# Issa ibne Iázide Aljuludi
Issa ibne Iázide Aljuludi (em árabe: عيسى بن يزيد الجلودي‎‎; romaniz.: Isa ibn Iazid al-Juludi) foi um comandante militar do século IX para o Califado Abássida. Por duas vezes serviu como governador do Egito, de 827 a 829 e novamente de 829 a 830, bem como tornar-se-ia governador do Iêmem em 820.

## Vida

### Carreira inicial
Na crônica de Tabari, Issa aparece pela primeira vez em 813, próximo do fim da guerra civil entre os califas rivais Alamim (r. 809–813) e Almamune (r. 813–833), como um dos indivíduos que fizeram parte da comitiva de Alamim. após a execução de Alamim em setembro de 813, Issa entrou em serviço de Haçane ibne Sal, que foi nomeado por Almamune como governador de Bagdá, e nos anos subsequentes participou na luta para manter a autoridade de Almamune nos territórios centrais do califado.
Em 815, Issa foi enviado, junto de Uarca ibne Jamil, Handauai ibne Ali e Harune ibne Almoçaiabe para recapturar Meca, Medina e o Iêmem, que haviam caído para os rebeldes álidas. As forças de Uarca e Issa avançaram contra Meca e, após unirem-se com o governador deposto do Iêmem, derrotaram o anti-califa Maomé ibne Jafar Alçadique e entraram na cidade no começo de 816. Alguns meses depois, Issa derrotou uma força enviada para Meca por Ibraim ibne Muça Aljazar, que havia tomado controle do Iêmem, e por volta da mesma época Maomé ibne Jafar concordou em se render e abdicar. Issa então escoltou Maomé para Haçane ibne Sal, deixando seu filho como governador de Meca.
Após a designação por Almamune do álida Ali ibne Muça Arrida como seu sucessor em 817, Issa foi enviado para Baçorá para prender o governador Ismail ibne Jafar que havia se recusado a obedecer a ordem califal de abandonar a tradicional vestimenta preta abássida em favor da verde álida. Ele então foi para Meca, onde entregou um juramento de lealdade que a população deveria entregar a Ali. Almamune também nomeou Ibraim ibne Muça, que no meio tempo havia perdido o Iêmem para Hamdauai ibne Ali, com governador da província e instruiu Issa a assisti-lo na reconquista. Issa, contudo, permaneceu em Meca e não deu apoio a Ibraim (provavelmente por sua insatisfação com a nova política pró-xiita do califa), que foi derrotado por Hamdauai em 818 e forçado a retornar para Meca.
Em 820, Almamune ordenou a Issa que retomasse o Iêmem de Hamdauai, que foi então considerado um rebelde. Issa marchou para sul e derrotou Hamdauai no campo de batalha; o último fugiu para Saná, mas Issa o perseguiu, capturou e levou de volta para Almamune. Naquele mesmo ano, Issa foi nomeado pelo califa para combater os jates, que rebelaram-se no Iraque e estavam pilhando os arredores de Baçorá e Uacite; Tabari fornece nenhum detalhe da campanha, mas os jates permaneceram ativos até 835.

### Governo do Egito
Em 827, Issa participou da reconquista do Egito realizada por Abedalá ibne Tair Coraçani, que acabou com o tumulto deflagado no país desde a eclosão da guerra civil. Após o Egito ser pacificado e Abedalá partir em 827, Issa foi nomeado governador representante da província. Quando o irmão do califa, Abu Ixaque (o futuro califa Almotácime, r. 833-842) tomou o lugar de Abedalá e assumiu o governo do Egito em 828, ele confirmou Issa como governador residente da segurança e fieis. Ao mesmo tempo, contudo, Abu Ixaque transferiu o controle dos impostos provinciais, dando-o a Sale ibne Xirzade.
Os tributos elevados e a opressão oriunda da reimposição da autoridade califal no Egito tornaram o governo profundamente impopular e uma rebelião eclodiu no distrito de Haufe, no Baixo Egito. Issa respondeu à revolta ao enviar seu saíbe da xurta (chefe da segurança), seu filho Maomé, com um exército para lutar contra os haufitas. Maomé, contudo, sofreu uma pesada derrota em Bilbeis e por pouco escapou com vida, enquanto boa parte de seus homens foi morta. As notícias da derrota alcançaram Abu Ixaque, que respondeu com a demissão de Issa e a nomeação de Omeir ibne Alualide.
O governo de Omeir terminou subitamente em maio de 829, quando perdeu sua vida na batalha contra os rebeldes. Com a morte de Omeir, Abu Ixaque decidiu renomear Issa como governador, e o último tomou do filho de Omeir, Maomé, o controle dos assuntos do país. Issa então organizou uma nova tentativa de debelar a rebelião, mas ms haufitas derrotaram-no em Muniate Matar em setembro de 829, e ele esteve compelido a retirar-se para Fostate após queimar sua bagagem.
Após a derrota de Issa, o califa Almamune (r. 813–833) decidiu que reforços eram necessários no Egito e ordenou que Abu Ixaque se dirigisse à província. Abu Ixaque chegou no Egito com 4 000 tropas turcas e rapidamente derrotou os rebeldes em outubro de 829. Após entrar em Fostate em novembro, onde recebeu homenagens de Issa e os notáveis locais, continuou a proteger a província e executar os líderes da rebelião. Cerca do fim do ano os haufitas foram pacificados e Abu Ixaque partiu à Síria em fevereiro de 830, levando consigo grande número de prisioneiros. Issa não reteve o governo do Egito após a campanha de Abu Ixaque, sendo ele demitido e substituído por Abdauai ibne Jabalá.